# دری (مریوان)
دری (مریوان)، روستایی از توابع بخش مرکزی شهرستان مریوان در استان کردستان ایران است.

## جمعیت
این روستا در دهستان سرکل قرار دارد و براساس سرشماری مرکز آمار ایران در سال ۱۳۸۵، جمعیت آن ۷۷۰ نفر (۱۷۶خانوار) بوده‌است.